# Etmopterus baxteri
Etmopterus baxteri es una especie de pez de la familia Dalatiidae en el orden de los Squaliformes.

## Reproducción
Es ovovivíparo.

## Hábitat
Es un pez de mar y de aguas profundas que vive entre 878-1.427 m de profundidad.

## Distribución geográfica
Se encuentra en Nueva Zelanda.